# Águia FC
El Águia FC, conocido también como Águia Vimioso, es un equipo de fútbol de Portugal que juega en el Campeonato de Portugal, la tercera división de fútbol del país.

## Historia
Fue fundado el 1 de septiembre de 1972 en la ciudad de Vimioso del distrito de Braganca, mismo año en el que es inscrito en la Asociación de Fútbol de Braganca e inscrito en la Federación Portuguesa de Fútbol con la matrícula 0008. El club está participando en todas las categorías y cuenta con secciones en fútbol sala y fútbol 7.
El club ha estado principalmente en los torneos distritales hasta que en la temporada 2014/15 juega por primera vez en la Copa de Portugal donde es eliminado en la primera ronda en penales por el FC Amares.
Luego de ser campeón de la liga distrital logra el ascenso al Campeonato de Portugal, la que es su primera participación en una liga de escala nacional.

## Palmarés
- Liga Regional de Braganca: 2

2015/16, 2019/20
- Copa de Braganca: 1

2007/08